# 2009–2010-es UEFA-bajnokok ligája
A 2009–2010-es UEFA-bajnokok ligája a legrangosabb európai kupa, mely ezen a nevén 18., jogelődjeivel együttvéve 55. alkalommal került kiírásra. A döntőt a madridi Santiago Bernabéu stadionban rendezték. A sorozatot az olasz Internazionale nyerte meg 45 év után, története során 3. alkalommal.
A selejtező lebonyolítását megváltoztatták, külön ágon zajlott a bajnokcsapatok és a nem bajnokok versengése.
A Debreceni VSC-nek második magyar csapatként sikerült a csoportkörbe jutnia.

## Csapatok
| Csoportkörben csatlakozó csapatok            | Csoportkörben csatlakozó csapatok | Csoportkörben csatlakozó csapatok | Csoportkörben csatlakozó csapatok |
| -------------------------------------------- | --------------------------------- | --------------------------------- | --------------------------------- |
| Manchester United                            | Internazionale                    | Bayern München                    | FC Porto                          |
| Liverpool                                    | Juventus                          | Rubin Kazany                      | AZ Alkmaar                        |
| Chelsea                                      | AC Milan                          | CSZKA Moszkva                     | Rangers                           |
| BarcelonaCV                                  | Bordeaux                          | Unirea Urziceni                   | Beşiktaş JK                       |
| Real Madrid                                  | Marseille                         | Dinamo Kijiv                      | Standard Liège1                   |
| Sevilla                                      | Wolfsburg                         |                                   |                                   |
| A rájátszásban csatlakozó csapatok           |                                   |                                   |                                   |
| Bajnokok                                     | Nem-bajnokok                      | Nem-bajnokok                      | Nem-bajnokok                      |
|                                              | Arsenal                           | Fiorentina                        | Stuttgart                         |
| Atlético Madrid                              | Lyon                              |                                   |                                   |
| Harmadik selejtezőkörben csatlakozó csapatok |                                   |                                   |                                   |
| Bajnokok                                     | Nem-bajnokok                      | Nem-bajnokok                      | Nem-bajnokok                      |
| Olimbiakósz                                  | Gyinamo Moszkva                   | Celtic                            | Anderlecht                        |
| Slavia Praha                                 | Timişoara                         | Sivasspor                         | Panathinaikósz                    |
| Zürich1                                      | Sporting                          | Sahtar Doneck                     | Sparta Praha                      |
|                                              | Twente                            |                                   |                                   |
| Második selejtezőkörben csatlakozó csapatok  |                                   |                                   |                                   |
| Levszki Szofija                              | Wisła Kraków                      | Ekranas                           | Bakı FK                           |
| Stabæk                                       | Debrecen                          | Sheriff Tiraspol                  | Tirana                            |
| København                                    | Dinamo Zagreb                     | Bohemians                         | Pjunik                            |
| Red Bull Salzburg                            | APÓEL                             | Makedonija                        | Aktöbe                            |
| Partizan                                     | Maribor                           | FH                                | Glentoran                         |
| Makkabi Haifa                                | Inter Turku                       | WIT Georgia                       | Rhyl                              |
| Kalmar FF                                    | Ventspils                         | BATE                              | EB/Streymur 1                     |
| Slovan Bratislava                            | Zrinjski                          | Levadia Tallinn                   | Dudelange 1                       |
| Első selejtezőkörben induló csapatok         |                                   |                                   |                                   |
| Hibernians                                   | FK Mogren                         | UE Sant Julià                     | Tre Fiori                         |

- 1 – Korábbi selejtezőkörből helyezték fel, mivel a címvédő jogát nem használták fel
- CV – Címvédő

## Fordulók és időpontok
| Dátum                                 | Esemény                                      |
| ------------------------------------- | -------------------------------------------- |
| 2009. június 22.                      | Az első három selejtezőkör sorsolása         |
| 2009. június 30-július 1.             | Első selejtezőkör, 1. mérkőzés               |
| 2009. július 7-8.                     | Első selejtezőkör, 2. mérkőzés               |
| 2009. július 14-15.                   | Második selejtezőkör, 1. mérkőzés            |
| 2009. július 21-22.                   | Második selejtezőkör, 2. mérkőzés            |
| 2009. július 28-29.                   | Harmadik selejtezőkör, 1. mérkőzés           |
| 2009. augusztus 4-5.                  | Harmadik selejtezőkör, 2. mérkőzés           |
| 2009. augusztus 7.                    | A rájátszás sorsolása                        |
| 2009. augusztus 18-19.                | Rájátszás, 1. mérkőzés                       |
| 2009. augusztus 25-26.                | Rájátszás, 2. mérkőzés                       |
| 2009. augusztus 27.                   | A csoportkör sorsolása                       |
| 2009. szeptember 15-16.               | Csoportkör, első forduló                     |
| 2009. szeptember 29-30.               | Csoportkör, második forduló                  |
| 2009. október 20-21.                  | Csoportkör, harmadik forduló                 |
| 2009. november 3-4.                   | Csoportkör, negyedik forduló                 |
| 2009. november 24-25.                 | Csoportkör, ötödik forduló                   |
| 2009. december 8-9.                   | Csoportkör, hatodik forduló                  |
| 2009. december 18.                    | A nyolcaddöntő párosításainak sorsolása      |
| 2010. február 16-17. / február 23-24. | Nyolcaddöntő, 1. mérkőzés                    |
| 2010. március 9-10. / március 16-17.  | Nyolcaddöntő, 2. mérkőzés                    |
| 2010. március 19.                     | A hátralévő meccsek párosításainak sorsolása |
| 2010. március 30-31.                  | Negyeddöntő, 1. mérkőzés                     |
| 2010. április 6-7.                    | Negyeddöntő, 2. mérkőzés                     |
| 2010. április 20-21.                  | Elődöntő, 1. mérkőzés                        |
| 2010. április 27-28.                  | Elődöntő, 2. mérkőzés                        |
| 2010. május 22.                       | Döntő Madridban                              |

## Selejtezők
A tornán 52 nemzet csapatai vettek részt (Liechtenstein nem rendezett nemzeti ligát), ami 76 klubcsapatnak felelt meg. A 76 csapatot az UEFA-együttható alapján sorolták be a selejtezőkörök valamelyikébe (kivéve 22 csapatot, amelyek egyből a csoportkörbe jutottak).

### 1. selejtezőkör
Az első selejtezőkörben négy csapat vett részt, melyet a 49–53.-ig helyen rangsorolt országok bajnokai képviseltek.
| Kiemelt csapatok: - Mogren (0,200) - Sant Julià (0,100) | Nem kiemelt csapatok: - Hibernians (0,099) - Tre Fiori (0,050) |

Párosítások
| 1. csapat     | Össz.Tooltip Aggregate score | 2. csapat     | 1. mérk. | 2. mérk.   |
| ------------- | ---------------------------- | ------------- | -------- | ---------- |
| Hibernians FC | 0–6                          | FK Mogren     | 0–2      | 0–4        |
| SP Tre Fiori  | 2–2 (t. 4–5)                 | UE Sant Julià | 1–1      | 1–1 (h.u.) |

Megjegyzés
1A sorsoláson eredetileg a Sant Julià kapta az első mérkőzés pályaválasztói jogát, ám ezt megcserélték, így a Tre Fiori játszotta otthon az első találkozót.

### 2. selejtezőkör
| Kiemelt csapatok: - FC København (26,890) - Levszki Szofija (24,250) - Partizan (23,050) - Makkabi Haifa (17,050) - Dinamo Zagreb (16,466) - Wisła Kraków (9,583) - BATE Bariszav (7,733) - Red Bull Salzburg (6,565) - Kalmar (4,938) - APÓEL (4,016) - Stabæk (3,760) - Slovan Bratislava (2,932) - Ventspils (2,832) - NK Maribor (2,816) - FH (2,332) - Inter Turku (1,957) - Ekranas (1,933) | Nem kiemelt csapatok: - Bohemians (1,899) - Zrinjski (1,732) - Debrecen (1,633) - WIT Georgia (1,332) - Sheriff Tiraspol (1,332) - Makedonija (1,032) - Bakı FK (0,899) - Levadia Tallinn (0,866) - KF Tirana (0,799) - Aktöbe (0,649) - Pjunik (0,599) - Rhyl (0,465) - Glentoran (0,432) - EB/Streymur (0,432) - F91 Dudelange (0,266) - Mogren (0,200) - Sant Julià (0,100) |

Párosítások
| 1. csapat           | Össz.Tooltip Aggregate score | 2. csapat            | 1. mérk. | 2. mérk. |
| ------------------- | ---------------------------- | -------------------- | -------- | -------- |
| EB/Streymur         | 0–5                          | APÓEL                | 0–2      | 0–3      |
| FK Makedonija       | 0–4                          | FK BATE Bariszav     | 0–2      | 0–2      |
| FA Pjunik           | 0–3                          | GNK Dinamo Zagreb    | 0–0      | 0–3      |
| FK Ekranas          | 4–6                          | Bakı FK              | 2–2      | 2–4      |
| Rhyl FC             | 0–12                         | FK Partizan          | 0–4      | 0–8      |
| PFK Levszki Szofija | 9–0                          | UE Sant Julià        | 4–0      | 5–0      |
| Zrinjski            | 1–4                          | ŠK Slovan Bratislava | 1–0      | 0–4      |
| FC Inter Turku      | 0–2                          | FC Sheriff           | 0–1      | 0–1      |
| KF Tirana           | 1–5                          | Stabæk IF            | 1–1      | 0–4      |
| SZK WIT Georgia     | 1–3                          | NK Maribor           | 0–0      | 1–3      |
| FC København        | 12–0                         | FK Mogren            | 6–0      | 6–0      |
| Debreceni VSC       | 3–3 (i.g.)                   | Kalmar FF            | 2–0      | 1–3      |
| FK Ventspils        | 6–1                          | F91 Dudelange        | 3–0      | 3–1      |
| FH Hafnarfjördur    | 0–6                          | Aktöbe FK            | 0–4      | 0–2      |
| FC Salzburg         | 2–1                          | Bohemian FC          | 1–1      | 1–0      |
| MK Makkabi Haifa    | 10–0                         | Glentoran FC         | 6–0      | 4–0      |
| Wisła Kraków        | 1–2                          | FC Levadia           | 1–1      | 0–1      |

### 3. selejtezőkör
Bajnoki ág
| Kiemelt csapatok: - Olimbiakósz (52,632) - FC København (26,890) - Slavia Praha (25,150) - Levszki Szofija (24,250) - Partizan (23,050) - Makkabi Haifa (17,050) - Dinamo Zagreb (16,466) - FC Zürich (14,050) - BATE Bariszav (7,733) - Levadia Tallinn (6,866) | Nem kiemelt csapatok: - Red Bull Salzburg (6,565) - APÓEL (4,016) - Stabæk (3,760) - Slovan Bratislava (2,932) - Ventspils (2,832) - NK Maribor (2,816) - Debrecen (1,633) - Sheriff Tiraspol (1,332) - Bakı FK (0,899) - Aktöbe (0,649) |

Nem bajnoki ág
| Kiemelt csapatok: - Sahtar Doneck (74,370) - Sporting (68,292) - Panathinaikósz (56,633) - Celtic (40,575) - Anderlecht (32,065) | Nem kiemelt csapatok: - Sparta Praha (26,150) - FC Twente (17,826) - Gyinamo Moszkva (9,525) - Politehnica Timișoara (7,781) - Sivasspor (6,445) |

Párosítások
| 1. csapat            | Össz.Tooltip Aggregate score | 2. csapat           | 1. mérk. | 2. mérk. |
| -------------------- | ---------------------------- | ------------------- | -------- | -------- |
| Bajnoki ág           |                              |                     |          |          |
| Aktöbe FK            | 3–4                          | MK Makkabi Haifa    | 0–0      | 3–4      |
| Bakı FK              | 0–2                          | PFK Levszki Szofija | 0–0      | 0–2      |
| FC Salzburg          | 3–2                          | NK Dinamo Zagreb    | 1–1      | 2–1      |
| ŠK Slovan Bratislava | 0–4                          | Olimbiakósz         | 0–2      | 0–2      |
| FC Zürich            | 5–3                          | NK Maribor          | 2–3      | 3–0      |
| APÓEL                | 2–1                          | FK Partizan         | 2–0      | 0–1      |
| FC Sheriff           | 1–1 (i.g.)                   | SK Slavia Praha     | 0–0      | 1–1      |
| FK Ventspils         | 2–2 (i.g.)                   | FK BATE Bariszav    | 1–0      | 1–2      |
| FC Levadia Tallinn   | 0–2                          | Debreceni VSC       | 0–1      | 0–1      |
| FC København         | 3–1                          | Stabæk IF           | 3–1      | 0–0      |
| Nem bajnoki ág       |                              |                     |          |          |
| AC Sparta Praha      | 3–4                          | Panathinaikósz      | 3–1      | 0–3      |
| RSC Anderlecht       | 6–3                          | Sivasspor           | 5–0      | 1–3      |
| Sporting CP          | 1–1 (i.g.)                   | FC Twente           | 0–0      | 1–1      |
| Celtic FC            | 2–1                          | FK Gyinamo Moszkva  | 0–1      | 2–0      |
| FK Sahtar Doneck     | 2–2 (i.g.)                   | FC Timişoara        | 2–2      | 0–0      |

### Rájátszás
Bajnoki ág
| Kiemelt csapatok: - Olimbiakósz (52,632) - FC København (26,890) - Levszki Szofija (24,250) - Makkabi Haifa (17,050) - FC Zürich (14,050) | Nem kiemelt csapatok: - Red Bull Salzburg (6,565) - APÓEL (4,016) - Ventspils (2,832) - Debrecen (1,633) - Sheriff Tiraspol (1,332) |

Nem bajnoki ág
| Kiemelt csapatok: - Arsenal (106,899) - Olympique Lyon (91,033) - Sporting (68,292) - Panathinaikósz (56,633) - VfB Stuttgart (45,339) | Nem kiemelt csapatok: - Fiorentina (42,581) - Atlético Madrid (41,853) - Celtic (40,575) - Anderlecht (32,065) - Politehnica Timișoara (7,781) |

| 1. csapat           | Össz.Tooltip Aggregate score | 2. csapat          | 1. mérk. | 2. mérk. |
| ------------------- | ---------------------------- | ------------------ | -------- | -------- |
| Bajnoki ág          |                              |                    |          |          |
| FC Sheriff          | 0–3                          | Olimbiakósz        | 0–2      | 0–1      |
| FC København        | 2–3                          | APÓEL              | 1–0      | 1–3      |
| PFK Levszki Szofija | 1–4                          | Debreceni VSC      | 1–2      | 0–2      |
| FC Salzburg         | 1–5                          | MK Makkabi Haifa   | 1–2      | 0–3      |
| FK Ventspils        | 1–5                          | FC Zürich          | 0–3      | 1–2      |
| Nem bajnoki ág      |                              |                    |          |          |
| Celtic FC           | 1–5                          | Arsenal FC         | 0–2      | 1–3      |
| FC Timişoara        | 0–2                          | VfB Stuttgart      | 0–2      | 0–0      |
| Sporting CP         | 3–3 (i.g.)                   | ACF Fiorentina     | 2–2      | 1–1      |
| Panathinaikósz      | 2–5                          | Atlético de Madrid | 2–3      | 0–2      |
| Olympique Lyonnais  | 8–2                          | RSC Anderlecht     | 5–1      | 3–1      |

## Csoportkör
A csoportkörben az alábbi 32 csapat vett részt:
- 22 csapat ebben a körben lépett be
- 10 győztes csapat a UEFA-bajnokok ligája rájátszásából (5 a bajnoki ágról, 5 a nem bajnoki ágról)

A sorsolás előtt a csapatokat négy kalapba sorolták be a 2009-es klub-együtthatóik sorrendjében.
A csoportkör sorsolását 2009. augusztus 27-én tartották Monacóban. Nyolc darab, egyaránt négycsapatos csoportot alakítottak ki. Azonos országból érkező csapatok nem kerülhettek azonos csoportba.
A csoportokban a csapatok körmérkőzéses, oda-visszavágós rendszerben mérkőztek meg egymással. A játéknapok: szeptember 15–16., szeptember 29–30., október 20–21., november 3–4., november 24–25., december 8–9.
A csoportok első két helyezettje az egyenes kieséses szakaszba jutott, a harmadik helyezettek a 2009–2010-es Európa-liga egyenes kieséses szakaszában folytatták, míg az utolsó helyezettek kiestek.
| 1. kalap - Barcelona (121,853) - Chelsea (118,899) - Liverpool (118,899) - Manchester United (111,899) - Milan (110,581) - Arsenal (106,899) - Sevilla (100,853) - Bayern München (98,339) 2. kalap - Lyon (91,033) - Internazionale (87,581) - Real Madrid (78,853) - CSZKA Moszkva (71,525) - Porto (68,292) - AZ (64,825) - Juventus (63,581) - Rangers (56,575) | 3. kalap - Olimbiakósz (52,633) - Marseille (48,033) - Dinamo Kijiv (46,370) - Stuttgart (45,339) - Fiorentina (42,582) - Atlético Madrid (41,853) - Bordeaux (40,033) - Beşiktaş JK (32,445) 4. kalap - VfL Wolfsburg (21,339) - Standard Liège (21,065) - Makkabi Haifa (17,050) - FC Zürich (14,050) - Rubin Kazany (9,525) - Unirea Urziceni (8,781) - APÓEL (4,016) - Debrecen (1,633) |

### A csoport
| Hely. | Csapat         | M | Gy | D | V | G+ | G– | Gk | P  | Továbbjutás                                |  | BDX | BAY | JUV | MHA |
| ----- | -------------- | - | -- | - | - | -- | -- | -- | -- | ------------------------------------------ |  | --- | --- | --- | --- |
| 1.    | Bordeaux       | 6 | 5  | 1 | 0 | 9  | 2  | +7 | 16 | Továbbjutott az egyenes kieséses szakaszba |  | —   | 2–1 | 2–0 | 1–0 |
| 2.    | Bayern München | 6 | 3  | 1 | 2 | 9  | 5  | +4 | 10 | Továbbjutott az egyenes kieséses szakaszba |  | 0–2 | —   | 0–0 | 1–0 |
| 3.    | Juventus       | 6 | 2  | 2 | 2 | 4  | 7  | −3 | 8  | Átkerült az Európa-ligába                  |  | 1–1 | 1–4 | —   | 1–0 |
| 4.    | Makkabi Haifa  | 6 | 0  | 0 | 6 | 0  | 8  | −8 | 0  |                                            |  | 0–1 | 0–3 | 0–1 | —   |

### B csoport
| Hely. | Csapat            | M | Gy | D | V | G+ | G– | Gk | P  | Továbbjutás                                |  | MU  | CSK | WOL | BJK |
| ----- | ----------------- | - | -- | - | - | -- | -- | -- | -- | ------------------------------------------ |  | --- | --- | --- | --- |
| 1.    | Manchester United | 6 | 4  | 1 | 1 | 10 | 6  | +4 | 13 | Továbbjutott az egyenes kieséses szakaszba |  | —   | 3–3 | 2–1 | 0–1 |
| 2.    | CSZKA Moszkva     | 6 | 3  | 1 | 2 | 10 | 10 | 0  | 10 | Továbbjutott az egyenes kieséses szakaszba |  | 0–1 | —   | 2–1 | 2–1 |
| 3.    | Wolfsburg         | 6 | 2  | 1 | 3 | 9  | 8  | +1 | 7  | Átkerült az Európa-ligába                  |  | 1–3 | 3–1 | —   | 0–0 |
| 4.    | Beşiktaş JK       | 6 | 1  | 1 | 4 | 3  | 8  | −5 | 4  |                                            |  | 0–1 | 1–2 | 0–3 | —   |

### C csoport
| Hely. | Csapat      | M | Gy | D | V | G+ | G– | Gk | P  | Továbbjutás                                |  | RM  | MIL | OM  | ZÜR |
| ----- | ----------- | - | -- | - | - | -- | -- | -- | -- | ------------------------------------------ |  | --- | --- | --- | --- |
| 1.    | Real Madrid | 6 | 4  | 1 | 1 | 15 | 7  | +8 | 13 | Továbbjutott az egyenes kieséses szakaszba |  | —   | 2–3 | 3–0 | 1–0 |
| 2.    | Milan       | 6 | 2  | 3 | 1 | 8  | 7  | +1 | 9  | Továbbjutott az egyenes kieséses szakaszba |  | 1–1 | —   | 1–1 | 0–1 |
| 3.    | Marseille   | 6 | 2  | 1 | 3 | 10 | 10 | 0  | 7  | Átkerült az Európa-ligába                  |  | 1–3 | 1–2 | —   | 6–1 |
| 4.    | Zürich      | 6 | 1  | 1 | 4 | 5  | 14 | −9 | 4  |                                            |  | 2–5 | 1–1 | 0–1 | —   |

### D csoport
| Hely. | Csapat          | M | Gy | D | V | G+ | G– | Gk | P  | Továbbjutás                                |  | CHE | POR | ATL | APO |
| ----- | --------------- | - | -- | - | - | -- | -- | -- | -- | ------------------------------------------ |  | --- | --- | --- | --- |
| 1.    | Chelsea         | 6 | 4  | 2 | 0 | 11 | 4  | +7 | 14 | Továbbjutott az egyenes kieséses szakaszba |  | —   | 1–0 | 4–0 | 2–2 |
| 2.    | Porto           | 6 | 4  | 0 | 2 | 8  | 3  | +5 | 12 | Továbbjutott az egyenes kieséses szakaszba |  | 0–1 | —   | 2–0 | 2–1 |
| 3.    | Atlético Madrid | 6 | 0  | 3 | 3 | 3  | 12 | −9 | 3  | Átkerült az Európa-ligába                  |  | 2–2 | 0–3 | —   | 0–0 |
| 4.    | APÓEL           | 6 | 0  | 3 | 3 | 4  | 7  | −3 | 3  |                                            |  | 0–1 | 0–1 | 1–1 | —   |

### E csoport
| Hely. | Csapat     | M | Gy | D | V | G+ | G– | Gk  | P  | Továbbjutás                                |  | FIO | OL  | LIV | DEB |
| ----- | ---------- | - | -- | - | - | -- | -- | --- | -- | ------------------------------------------ |  | --- | --- | --- | --- |
| 1.    | Fiorentina | 6 | 5  | 0 | 1 | 14 | 7  | +7  | 15 | Továbbjutott az egyenes kieséses szakaszba |  | —   | 1–0 | 2–0 | 5–2 |
| 2.    | Lyon       | 6 | 4  | 1 | 1 | 12 | 3  | +9  | 13 | Továbbjutott az egyenes kieséses szakaszba |  | 1–0 | —   | 1–1 | 4–0 |
| 3.    | Liverpool  | 6 | 2  | 1 | 3 | 5  | 7  | −2  | 7  | Átkerült az Európa-ligába                  |  | 1–2 | 1–2 | —   | 1–0 |
| 4.    | Debrecen   | 6 | 0  | 0 | 6 | 5  | 19 | −14 | 0  |                                            |  | 3–4 | 0–4 | 0–1 | —   |

### F csoport
| Hely. | Csapat         | M | Gy | D | V | G+ | G– | Gk | P  | Továbbjutás                                |  | BAR | INT | RUB | DK  |
| ----- | -------------- | - | -- | - | - | -- | -- | -- | -- | ------------------------------------------ |  | --- | --- | --- | --- |
| 1.    | Barcelona      | 6 | 3  | 2 | 1 | 7  | 3  | +4 | 11 | Továbbjutott az egyenes kieséses szakaszba |  | —   | 2–0 | 1–2 | 2–0 |
| 2.    | Internazionale | 6 | 2  | 3 | 1 | 7  | 6  | +1 | 9  | Továbbjutott az egyenes kieséses szakaszba |  | 0–0 | —   | 2–0 | 2–2 |
| 3.    | Rubin Kazany   | 6 | 1  | 3 | 2 | 4  | 7  | −3 | 6  | Átkerült az Európa-ligába                  |  | 0–0 | 1–1 | —   | 0–0 |
| 4.    | Dinamo Kijiv   | 6 | 1  | 2 | 3 | 7  | 9  | −2 | 5  |                                            |  | 1–2 | 1–2 | 3–1 | —   |

### G csoport
| Hely. | Csapat          | M | Gy | D | V | G+ | G– | Gk | P  | Továbbjutás                                |  | SEV | STU | URZ | RAN |
| ----- | --------------- | - | -- | - | - | -- | -- | -- | -- | ------------------------------------------ |  | --- | --- | --- | --- |
| 1.    | Sevilla         | 6 | 4  | 1 | 1 | 11 | 4  | +7 | 13 | Továbbjutott az egyenes kieséses szakaszba |  | —   | 1–1 | 2–0 | 1–0 |
| 2.    | Stuttgart       | 6 | 2  | 3 | 1 | 9  | 7  | +2 | 9  | Továbbjutott az egyenes kieséses szakaszba |  | 1–3 | —   | 3–1 | 1–1 |
| 3.    | Unirea Urziceni | 6 | 2  | 2 | 2 | 8  | 8  | 0  | 8  | Átkerült az Európa-ligába                  |  | 1–0 | 1–1 | —   | 1–1 |
| 4.    | Rangers         | 6 | 0  | 2 | 4 | 4  | 13 | −9 | 2  |                                            |  | 1–4 | 0–2 | 1–4 | —   |

### H csoport
| Hely. | Csapat         | M | Gy | D | V | G+ | G– | Gk | P  | Továbbjutás                                |  | ARS | OLY | STD | AZ  |
| ----- | -------------- | - | -- | - | - | -- | -- | -- | -- | ------------------------------------------ |  | --- | --- | --- | --- |
| 1.    | Arsenal        | 6 | 4  | 1 | 1 | 12 | 5  | +7 | 13 | Továbbjutott az egyenes kieséses szakaszba |  | —   | 2–0 | 2–0 | 4–1 |
| 2.    | Olimbiakósz    | 6 | 3  | 1 | 2 | 4  | 5  | −1 | 10 | Továbbjutott az egyenes kieséses szakaszba |  | 1–0 | —   | 2–1 | 1–0 |
| 3.    | Standard Liège | 6 | 1  | 2 | 3 | 7  | 9  | −2 | 5  | Átkerült az Európa-ligába                  |  | 2–3 | 2–0 | —   | 1–1 |
| 4.    | AZ             | 6 | 0  | 4 | 2 | 4  | 8  | −4 | 4  |                                            |  | 1–1 | 0–0 | 1–1 | —   |

## Egyenes kieséses szakasz
Az egyenes kieséses szakasz 2010. február 16-án kezdődött, és május 22-én ért véget a madridi Bernabéu Stadionban rendezett döntővel. Az egyenes kieséses szakaszban az a tizenhat csapat vett részt, amelyek a csoportkör során a saját csoportjuk első két helyének valamelyikén végeztek.

### Nyolcaddöntők
A nyolcaddöntők sorsolását 2009. december 18-án tartották. A sorsoláskor figyelembe vették, hogy minden párosításnál egy csoportgyőztes és egy másik csoport csoportmásodika mérkőzzön egymással. Az első mérkőzéseket 2010. február 16–17-én, illetve 23–24-én, a második mérkőzéseket március 9–10-én, illetve 16–17-én játszották.
| 1. csapat      | Össz.Tooltip Aggregate score | 2. csapat         | 1. mérk. | 2. mérk. |
| -------------- | ---------------------------- | ----------------- | -------- | -------- |
| Stuttgart      | 1–5                          | Barcelona         | 1–1      | 0–4      |
| Olimbiakósz    | 1–3                          | Bordeaux          | 0–1      | 1–2      |
| Internazionale | 3–1                          | Chelsea           | 2–1      | 1–0      |
| Bayern München | 4–4 (i.g.)                   | Fiorentina        | 2–1      | 2–3      |
| CSZKA Moszkva  | 3–2                          | Sevilla           | 1–1      | 2–1      |
| Lyon           | 2–1                          | Real Madrid       | 1–0      | 1–1      |
| Porto          | 2–6                          | Arsenal           | 2–1      | 0–5      |
| Milan          | 2–7                          | Manchester United | 2–3      | 0–4      |

### Negyeddöntők
A negyeddöntők és a további mérkőzések sorsolását 2010. március 19-én tartották.
Az első mérkőzéseket 2010. március 30–31-én, a második mérkőzéseket 2010. április 6–7-én játszották.
| 1. csapat      | Össz.Tooltip Aggregate score | 2. csapat         | 1. mérk. | 2. mérk. |
| -------------- | ---------------------------- | ----------------- | -------- | -------- |
| Lyon           | 3–2                          | Bordeaux          | 3–1      | 0–1      |
| Bayern München | 4–4 (i.g.)                   | Manchester United | 2–1      | 2–3      |
| Arsenal        | 3–6                          | Barcelona         | 2–2      | 1–4      |
| Internazionale | 2–0                          | CSZKA Moszkva     | 1–0      | 1–0      |

### Elődöntők
Az elődöntők első mérkőzéseit 2010. április 20–21-én, a második mérkőzéseket 2010. április 27–28-án játszották.
| 1. csapat      | Össz.Tooltip Aggregate score | 2. csapat | 1. mérk. | 2. mérk. |
| -------------- | ---------------------------- | --------- | -------- | -------- |
| Bayern München | 4–0                          | Lyon      | 1–0      | 3–0      |
| Internazionale | 3–2                          | Barcelona | 3–1      | 0–1      |

### Döntő
| 2010. május 22. 20:45 |

| Bayern München | 0–2               | Internazionale |
| -------------- | ----------------- | -------------- |
|                | (0–1) Jegyzőkönyv | Milito 35' 70' |

| Santiago Bernabéu stadion, Madrid Játékvezető: Howard Webb (angol) |

| A 2009–2010-es UEFA-bajnokok ligája győztese |
| -------------------------------------------- |
| Internazionale 3. cím                        |

## Góllövőlista
A kiemelt játékosok csapatai még szerepelnek a bajnokok ligájában.
| Helyezés | Név                | Csapat            | Gólok | Játszott mérkőzés | Játszott percek |
| -------- | ------------------ | ----------------- | ----- | ----------------- | --------------- |
| 1        | Lionel Messi       | Barcelona         | 8     | 11                | 1033'40"        |
| 2        | Cristiano Ronaldo  | Real Madrid       | 7     | 6                 | 477'54"         |
| 2        | Ivica Olić         | Bayern München    | 7     | 9                 | 647'35"         |
| 4        | Diego Milito       | Internazionale    | 6     | 10                | 874'39"         |
| 5        | Nicklas Bendtner   | Arsenal           | 5     | 5                 | 461'19"         |
| 5        | Wayne Rooney       | Manchester United | 5     | 7                 | 508'45"         |
| 5        | Marván as-Samáh    | Bordeaux          | 5     | 9                 | 852'52"         |
| 8        | Michael Owen       | Manchester United | 4     | 6                 | 293'14"         |
| 8        | Stevan Jovetić     | Fiorentina        | 4     | 4                 | 302'35"         |
| 8        | Edin Džeko         | Wolfsburg         | 4     | 6                 | 560'24"         |
| 8        | Arjen Robben       | Bayern München    | 4     | 9                 | 623'28"         |
| 8        | Cesc Fàbregas      | Arsenal           | 4     | 7                 | 633'43"         |
| 8        | Radamel Falcao     | Porto             | 4     | 8                 | 660'53"         |
| 8        | Pedro Rodríguez    | Barcelona         | 4     | 9                 | 677'56"         |
| 8        | Miralem Pjanić     | Lyon              | 4     | 12                | 780'45"         |
| 8        | Zlatan Ibrahimović | Barcelona         | 4     | 10                | 790'32"         |
| 8        | Miloš Krasić       | CSKA Moszkva      | 4     | 9                 | 812'12"         |

- Forrás: Góllövőlista - a 2010. április 28-ai mérkőzések után